# Pyrgulopsis chupaderae
The Chupadera springsnail (Pyrgulopsis chupaderae)là một loài động vật chân bụng trong họ Hydrobiidae. Nó là loài đặc hữu của Hoa Kỳ.